# Iglesia de San Bartolomé (La Ginebrosa)
San Bartolomé es una iglesia gótica con una portada renacentista e interiores barrocos del municipio de La Ginebrosa (Bajo Aragón, provincia de Teruel).
La primera iglesia documentada en la Ginebrosa es del siglo XIII y debía de ser románica. El edificio actual que la sustituyó en los siglos XIV y XV, de estilo gótico tardío, es de una sola nave con capillas entre contrafuertes y cabecera poligonal.
La portada renacentista se sitúa a los pies del templo, con un arco de medio punto moldurado y cercado por dos pilastras estriadas que soportan un entablamiento y un gran frontón triangular con una hornacina.
En el siglo XVII se construyeron los dos últimos tramos de la bóveda, con bóveda de crucería estrellada, se construyó un coro alto sobre un arco rebajado y se cubrió el interior de la iglesia con estucados y pinturas. En el lateral de la iglesia, junto al lado del evangelio, se levanta la torre del campanario.